# Orimarga karnyi
Orimarga karnyi är en tvåvingeart som beskrevs av Edwards 1923. Orimarga karnyi ingår i släktet Orimarga och familjen småharkrankar. Inga underarter finns listade i Catalogue of Life.